# Comuna Bengești-Ciocadia, Gorj
Bengești-Ciocadia este o comună în județul Gorj, Oltenia, România, formată din satele Bălcești, Bengești (reședința), Bircii și Ciocadia.

## Așezare
Comuna este amplasată în partea de nord-est a județului, se învecinează la nord cu orașul Novaci și comuna Crasna, la est cu comuna Bumbești-Pitic și comuna Prigoria, la sud cu comuna Albeni și la vest cu comuna Scoarța și comuna Săcelu. Comuna este situată la o distanță de 30 km de municipiul Târgu-Jiu, reședinta județului, la 17 km de orașul Novaci și la 17 km de Târgu Cărbunești

## Demografie
Componența etnică a comunei Bengești-Ciocadia
     Români (77,59%)
     Romi (14,82%)
     Alte etnii (0%)
     Necunoscută (7,59%)
Componența confesională a comunei Bengești-Ciocadia
     Ortodocși (90,89%)
     Alte religii (0,58%)
     Necunoscută (8,53%)
Conform recensământului efectuat în 2021, populația comunei Bengești-Ciocadia se ridică la 3.083 de locuitori, în scădere față de recensământul anterior din 2011, când fuseseră înregistrați 3.116 locuitori. Majoritatea locuitorilor sunt români (77,59%), cu o minoritate de romi (14,82%), iar pentru 7,59% nu se cunoaște apartenența etnică. Din punct de vedere confesional, majoritatea locuitorilor sunt ortodocși (90,89%), iar pentru 8,53% nu se cunoaște apartenența confesională.

## Istorie
La sfârșitul secolului al XIX-lea, pe teritoriul actual al comunei, funcționau comunele Bengești și Ciocadia (în plasa Amaradia a județului Gorj), Comuna Bengești era alcătuită din satele Bengeștii de Jos, Bengeștii de Miijloc (reședința), Bengeștii de Sus și Bircii, având o populație de 1460 de locuitori. În comună exista trei biserici și o școală frecventată de 36 de elevi (dintre care o singură fată). Comuna Ciocadia era alcătuită din satele Ciocadia și Huluba, având o populație de 835 de locuitori. În comună funcționau patru biserici și o școală mixtă frecventată de 22 de elevi. La acea vreme, satul Bălcești era parte a comunei Cârligei.
Anuarul Socec din 1925 consemnează comuna Bengești în plasa Cărbunești, și comuna Ciocadia în plasa Novaci (ambele din același județ). Comuna Bengești avea o populație de 1596 de locuitori, păstrându-și structura, iar comuna Ciocadia avea o populație de 1166 de locuitori (doar în satul cu același nume). În același an, comuna Cârligei este desființată, iar satele comunei au format comuna Bălcești, care apare în plasa Novaci, din același județ, cu o populație de 1800 de locuitori (în satele Bălcești, Cânepești, Cârligei și Perești).
În anul 1950, comunele au fost arondate raionului Târgu Cărbunești a regiunii Gorj, raion care doi ani mai târziu a fost arondat regiunii Craiova, și apoi (după 1960), regiunii Oltenia. Între timp, comuna Bălcești este desființată, și este împărțită între comunele Ciocadia și Bumbești-Pițic. Satele Perești și Bălcești au fost transferate comunei Ciocadia, iar restul satelor au fost transferate comunei Bumbești-Pițic.
În anul 1968, comunele au fost transferate județului Gorj, și au fost contopite formând comuna Bengești-Ciocadia. Tot atunci, satul Bengeștii de Miijloc, primește numele de Bengești, care devine și reședința comunei. Satele Bengeștii de Jos și Bengeștii de Sus sunt desființate și contopite cu satul Bengești, iar satul Perești, de la comuna Ciocadia este desființată și contopită cu satul Bălcești.

## Politică și administrație
Comuna Bengești-Ciocadia este administrată de un primar și un consiliu local compus din 13 consilieri. Primarul, Geogia Victor[*], de la Partidul Social Democrat, este în funcție din 2004. Începând cu alegerile locale din 2024, consiliul local are următoarea componență pe partide politice:
|  | Partid                          | Consilieri | Componența Consiliului | Componența Consiliului | Componența Consiliului | Componența Consiliului | Componența Consiliului | Componența Consiliului | Componența Consiliului |
|  | ------------------------------- | ---------- | ---------------------- | ---------------------- | ---------------------- | ---------------------- | ---------------------- | ---------------------- | ---------------------- |
|  | Partidul Social Democrat        | 7          |                        |                        |                        |                        |                        |                        |                        |
|  | Partidul Național Liberal       | 3          |                        |                        |                        |                        |                        |                        |                        |
|  | Alianța pentru Unirea Românilor | 3          |                        |                        |                        |                        |                        |                        |                        |

## Vezi și
- Biserica de lemn din Ciocadia
- Biserica Sfântul Ioan Botezătorul din Ciocadia
- Prigoria - Bengești (sit de importanță comunitară)
- Râul Gilort (sit de importanță comunitară)